# 800 meter för herrar i friidrott vid olympiska sommarspelen 2012
Herrarnas 800 meter vid olympiska sommarspelen 2012, i London i Storbritannien avgjordes den sjätte, sjunde samt nionde augusti på Londons Olympiastadion. Tävlingen inleddes med en försöksomgång där alla deltagare försökte att kvalificera sig till det efterföljande steget i tävlingen. Efter försöksomgången hölls semifinaler och till sist finalen där 8 löpare deltog. Wilfred Bungei från Kenya var regerande mästare efter sin seger i Peking 2008.

## Medaljörer
| Event     | Guld                       | Guld                       | Silver              | Silver              | Brons               | Brons               |
| 800 meter | David Lekuta Rudisha Kenya | David Lekuta Rudisha Kenya | Nijel Amos Botswana | Nijel Amos Botswana | Timothy Kitum Kenya | Timothy Kitum Kenya |

## Rekord
Före tävlingarna gällde dessa rekord:
| Världsrekord (WR)     | David Lekuta Rudisha (KEN) | 1:41,01 | Rieti, Italien   | 29 augusti 2010 | [ 4 ] |
| Olympiskt rekord (OR) | Vebjørn Rodal (NOR)        | 1:42,58 | Atlanta, USA     | 31 juli 1996    | [ 5 ] |
| Världsårsbästa (WL)   | David Rudisha (KEN)        | 1:41,54 | Paris, Frankrike | 6 juli 2012     |       |

## Program
Tider anges i lokal tid, det vill säga västeuropeisk sommartid (UTC+1).
6 augusti
- 10:50 – Försök

7 augusti
- 19:55 – Semifinal

9 augusti
- 20:00 – Final

## Resultat
- Q innebär avancemang utifrån placering i heatet.
- q innebär avancemang utifrån total placering.
- DNS innebär att personen inte startade.
- DNF innebär att personen inte fullföljde.
- DQ innebär diskvalificering.
- NR innebär nationellt rekord.
- OR innebär olympiskt rekord.
- WR innebär världsrekord.
- WJR innebär världsrekord för juniorer
- AR innebär världsdelsrekord (area record)
- PB innebär personligt rekord.
- SB innebär säsongsbästa.

### Försöksomgång
Den inledande försöksomgången ägde rum den 6 augusti.

#### Heat 1
| Placering | Idrottare          | Nationalitet | Tid     | Noteringar |
| --------- | ------------------ | ------------ | ------- | ---------- |
| 1         | Nijel Amos         | Botswana     | 1.45,90 | Q          |
| 2         | Fabiano Pecanha    | Brasilien    | 1.46,29 | Q          |
| 3         | Luis Alberto Marco | Spanien      | 1.46,86 | Q          |
| 4         | Khadevis Robinson  | USA          | 1:47.17 |            |
| 5         | Marcin Lewandowski | Polen        | 1:47.64 | q          |
| 6         | Ivan Tuchtatjev    | Ryssland     | 1:49.77 |            |
| 7         | Derek Mandell      | Guam         | 1:58.94 |            |
| i.u.      | Mohammad Al-Azemi  | Kuwait       | i.u.    | DQ         |

#### Heat 2
| Placering | Idrottare                | Nationalitet   | Tid     | Noteringar |
| --------- | ------------------------ | -------------- | ------- | ---------- |
| 1         | David Rudisha            | Kenya          | 1.45,90 | Q          |
| 2         | Musaeb Abdulrahman Balla | Qatar          | 1.46,37 | Q          |
| 3         | Andrew Osagie            | Storbritannien | 1.46,42 | Q          |
| 4         | Wesley Vazquez           | Puerto Rico    | 1:46.45 |            |
| 5         | Jeffrey Riseley          | Australien     | 1:46.99 |            |
| 6         | Ismail Ahmed Ismail      | Sudan          | 1:48.79 |            |
| 7         | Anis Ananenka            | Belarus        | 1:49.61 |            |
| 8         | Samorn Kieng             | Kambodja       | 1:55.26 | SB         |

#### Heat 3
| Placering | Idrottare          | Nationalitet   | Tid     | Noteringar |
| --------- | ------------------ | -------------- | ------- | ---------- |
| 1         | Abubaker Kaki      | Sudan          | 1.45,51 | Q          |
| 2         | Timothy Kitum      | Kenya          | 1.45,72 | Q          |
| 3         | Abdulaziz Mohammed | Saudiarabien   | 1.46,09 | Q          |
| 4         | Andy González      | Kuba           | 1:46.24 | q          |
| 5         | Gareth Warburton   | Storbritannien | 1:46.97 |            |
| 6         | Tamas Kazi         | Ungern         | 1:47.10 | SB         |
| 7         | Sören Ludolph      | Tyskland       | 1:48.57 |            |
| 8         | Arnold Sorina      | Vanuatu        | 1:54.29 |            |

#### Heat 4
| Placering | Idrottare             | Nationalitet | Tid     | Noteringar |
| --------- | --------------------- | ------------ | ------- | ---------- |
| 1         | Nick Symmonds         | USA          | 1.45,91 | Q          |
| 2         | Geoffrey Harris       | Kanada       | 1.45,97 | Q          |
| 3         | Adam Kszczot          | Polen        | 1.45,99 | Q          |
| 4         | Pierre-Ambroise Bosse | Frankrike    | 1:46.03 | q          |
| 5         | Jurij Borzakovskij    | Ryssland     | 1:46.29 | q          |
| 6         | Andreas Bube          | Danmark      | 1:46.40 |            |
| 7         | Manuel Antonio        | Angola       | 1:52.54 |            |
| i.u.      | Brice Etes            | Monaco       | i.u.    | DQ         |

#### Heat 5
| Placering | Idrottare         | Nationalitet   | Tid     | Noteringar |
| --------- | ----------------- | -------------- | ------- | ---------- |
| 1         | Hamada Mohamed    | Egypten        | 1.48,05 | Q          |
| 2         | Sajad Moradi      | Iran           | 1.48,23 | Q          |
| 3         | Kevin Lopez       | Spanien        | 1.48,27 | Q          |
| 4         | Masato Yokota     | Japan          | 1:48.48 |            |
| 5         | Michael Rimmer    | Storbritannien | 1:49.05 |            |
| 6         | Moussa Camara     | Mali           | 1:51.36 |            |
| 7         | Edgar Cortez      | Nicaragua      | 1:58.99 |            |
| i.u.      | Taoufik Makhloufi | Algeriet       | i.u.    | DNF        |

#### Heat 6
| Placering | Idrottare            | Nationalitet | Tid     | Noteringar |
| --------- | -------------------- | ------------ | ------- | ---------- |
| 1         | Mohammed Aman        | Etiopien     | 1.47,34 | Q          |
| 2         | Anthony Chemut       | Kenya        | 1.47,42 | Q          |
| 3         | Antonio Manuel Reina | Spanien      | 1.47,44 | Q          |
| 4         | Rafith Rodriguez     | Colombia     | 1:47.70 |            |
| 5         | Adnan Taess Akkar    | Irak         | 1:47.83 |            |
| 6         | Amine El Manaoui     | Marocko      | 1:48.48 |            |
| 7         | Prince Mumba         | Zambia       | 1:49.07 |            |
| 8         | Erzjan Askarov       | Kirgizistan  | 1:59.56 |            |

#### Heat 7
| Placering | Idrottare         | Nationalitet     | Tid     | Noteringar |
| --------- | ----------------- | ---------------- | ------- | ---------- |
| 1         | Duane Solomon     | USA              | 1.46,05 | Q          |
| 2         | Robert Lathouwers | Nederländerna    | 1.46,06 | Q          |
| 3         | André Olivier     | Sydafrika        | 1.46,42 | Q          |
| 4         | Jakub Holuša      | Tjeckien         | 1:46.87 |            |
| 5         | Julius Mutekanga  | Uganda           | 1:48.41 |            |
| 6         | Moise Joseph      | Haiti            | 1:48.46 |            |
| 7         | Benjamín Enzema   | Ekvatorialguinea | 1:57.47 |            |
| i.u.      | Kleberson Davide  | Brasilien        | i.u.    | DNS        |

### Semifinaler
Semifinalerna hölls den 7 augusti.

#### Heat 1
| Placering | Idrottare          | Nationalitet  | Tid     | Noteringar |
| --------- | ------------------ | ------------- | ------- | ---------- |
| 1         | Abubaker Kaki      | Sudan         | 1.44,51 | Q          |
| 2         | Nijel Amos         | Botswana      | 1.44,54 | Q          |
| 3         | Adam Kszczot       | Polen         | 1.45,34 |            |
| 4         | Anthony Chemut     | Kenya         | 1:45.63 |            |
| 5         | Robert Lathouwers  | Nederländerna | 1:45.85 |            |
| 6         | Luis Alberto Marco | Spanien       | 1:46.19 |            |
| 7         | Fabiano Pecanha    | Brasilien     | 1:46.29 |            |
| i.u.      | Sajad Moradi       | Iran          | i.u.    | DQ         |

#### Heat 2
| Placering | Idrottare                | Nationalitet   | Tid     | Noteringar |
| --------- | ------------------------ | -------------- | ------- | ---------- |
| 1         | David Rudisha            | Kenya          | 1.44,35 | Q          |
| 2         | Andrew Osagie            | Storbritannien | 1.44,74 | Q          |
| 3         | Nick Symmonds            | USA            | 1.44,87 | q          |
| 4         | Marcin Lewandowski       | Polen          | 1:45.08 |            |
| 5         | Jurij Borzakovskij       | Ryssland       | 1:45.09 | SB         |
| 6         | Kevin Lopez              | Spanien        | 1:46.66 |            |
| 7         | Musaeb Abdulrahman Balla | Qatar          | 1:47.52 |            |
| 8         | Hamada Mohamed           | Egypten        | 1:48.18 |            |
| 9         | Andy Gonzalez            | Kuba           | 1:53.46 |            |

#### Heat 3
| Placering | Idrottare             | Nationalitet | Tid     | Noteringar |
| --------- | --------------------- | ------------ | ------- | ---------- |
| 1         | Mohammed Aman         | Etiopien     | 1.44,34 | Q          |
| 2         | Timothy Kitum         | Kenya        | 1.44,63 | Q          |
| 3         | Duane Solomon         | USA          | 1.44,93 | q          |
| 4         | Pierre-Ambroise Bosse | Frankrike    | 1:45.10 |            |
| 5         | André Olivier         | Sydafrika    | 1:45.44 |            |
| 6         | Antonio Manuel Reina  | Spanien      | 1:45.84 |            |
| 7         | Geoffrey Harris       | Kanada       | 1:46.14 |            |
| 8         | Abdulaziz Mohammed    | Saudiarabien | 1:48.98 |            |

### Final
Finalen ägde rum den 9 augusti.
| Placering | Idrottare     | Nationalitet   | Tid     | Noteringar |
| --------- | ------------- | -------------- | ------- | ---------- |
| 1         | David Rudisha | Kenya          | 1.40,91 | WR, OR, NR |
| 2         | Nijel Amos    | Botswana       | 1.41,73 | VJR, NR    |
| 3         | Timothy Kitum | Kenya          | 1.42,53 | PB         |
| 4         | Duane Solomon | USA            | 1.42,82 | PB         |
| 5         | Nick Symmonds | USA            | 1.42,95 | PB         |
| 6         | Mohammed Aman | Etiopien       | 1.43,20 | NR         |
| 7         | Abubaker Kaki | Sudan          | 1.43,32 | SB         |
| 8         | Andrew Osagie | Storbritannien | 1.43,77 | PB         |